# 查尔斯·本内特 (田径运动员)
查尔斯·本内特（英語：Charles Bennett，1870年12月28日—1948年12月18日），英国男子田径运动员。他曾在1900年夏季奥运会田径比赛中获得男子1500米金牌、5000米团体跑金牌和4000米障碍赛银牌。